# Montreux ’77 (album Benny’ego Cartera)
Montreux ’77 – koncertowy album muzyczny amerykańskiego saksofonisty i trębacza Benny’ego Cartera, nagrany przez jego kwartet podczas występu na Montreux Jazz Festival. Utwory zarejestrowane zostały 13 lipca 1977 przez Mountain Recording Studios. LP został wydany w 1977 przez wytwórnię Pablo Records (wznowienia ukazywały się na CD, ale także na płytach winylowych).
W chwili nagrywania tego albumu Carter miał ponad 70 lat. W utworze „Body And Soul” można go usłyszeć grającego na trąbce, choć rzadko decydował się na publikowanie takich nagrań.

## Muzycy
- Benny Carter – saksofon altowy, trąbka
- Ray Bryant – fortepian
- Niels-Henning Ørsted Pedersen – kontrabas
- Jimmie Smith – perkusja

## Lista utworów
Strona A
| 1. | „Three Little Words” (muz. Harry Ruby, sł. Bert Kalmar)   | 5:37  |
|    |                                                           |       |
| 2. | „In A Mellow Tone” (muz. Duke Ellington, sł. Milt Gabler) | 8:16  |
|    |                                                           |       |
| 3. | „Wave” (Antônio Carlos Jobim)                             | 6:13  |
|    |                                                           |       |
|    |                                                           | 20:06 |
|    |                                                           |       |
Strona B
| 1. | „Undecided” (Charlie Shavers, Sid Robins)                               | 5:29  |
|    |                                                                         |       |
| 2. | „Body and Soul” (Edward Heyman, Robert Sour, Frank Eyton, Johnny Green) | 6:41  |
|    |                                                                         |       |
| 3. | „On Green Dolphin Street” (muz. Bronisław Kaper, sł. Ned Washington)    | 6:00  |
|    |                                                                         |       |
| 4. | „Here’s That Rainy Day” (muz. Jimmy Van Heusen, sł. Johnny Burke)       | 5:52  |
|    |                                                                         |       |
|    |                                                                         | 24:02 |
|    |                                                                         |       |

## Informacje uzupełniające
- Produkcja – Norman Granz
- Mastering – Phil De Lancie
- Czas łączny – 44:08